# Mania (rivière)
Pour les articles homonymes, voir Mania.
La Mania est une rivière du versant Ouest des Hautes Terres de Madagascar et un affluent du Tsiribihina.

## Géographie
Longue de 280 km, la rivière prend sa source dans la forêt, dans le nord Est de la  commune de Miarinavaratra. Portant le nom de Fisakana dans ses premiers cours, elle arrose la partie nord du Betsileo puis rencontre la Mahajilo pour former le Tsiribihina. Elle donne son nom à la  région Amoron'i Mania.

## Affluents
Sur sa rive gauche, elle reçoit l'Ivato, l'Imorona, l'Ikoly, la Menala et la Sakeny, et sur sa rive droite, la Fitanamaria, la Sakorendrika, la  Manandona, l'Isakely et l'Iandratsay.